# Onni Rostila
Onni Rostila, född 8 april 1992 i Tammerfors, är en finländsk jurist och politiker (Sannfinländarna). Han är ledamot av Finlands riksdag sedan 2023.
Rostila blev invald i riksdagen i riksdagsvalet 2023 med 5 027 röster från Nylands valkrets.